# Daniel Roiz Múgica
Daniel Roiz Múgica (San Vicente de la Barquera, 24 de juny de 1980) és un futbolista càntabre, que ocupa la posició de porter.

## Trajectòria
Format al planter del Racing de Santander, arriba a ser el tercer porter del primer equip, tot debutant a primera divisió en la campanya 99/00. Sense continuïtat al Racing, el 2001 recala al CD Numancia, on només hi apareix en una ocasió.
La resta de la carrera del porter ha prosseguit per equips de la Segona B: Algeciras CF (01/02), Cartagonova (02), Barakaldo CF (02/03), CD Ourense (03/04), Rayo Vallecano (04/05), Palencia CF (05/08) i Real Avilés Industrial (09/...).